# Mitoura siva
Mitoura siva är en fjärilsart som beskrevs av Edwards 1874. Mitoura siva ingår i släktet Mitoura och familjen juvelvingar. Inga underarter finns listade i Catalogue of Life.

## Bildgalleri

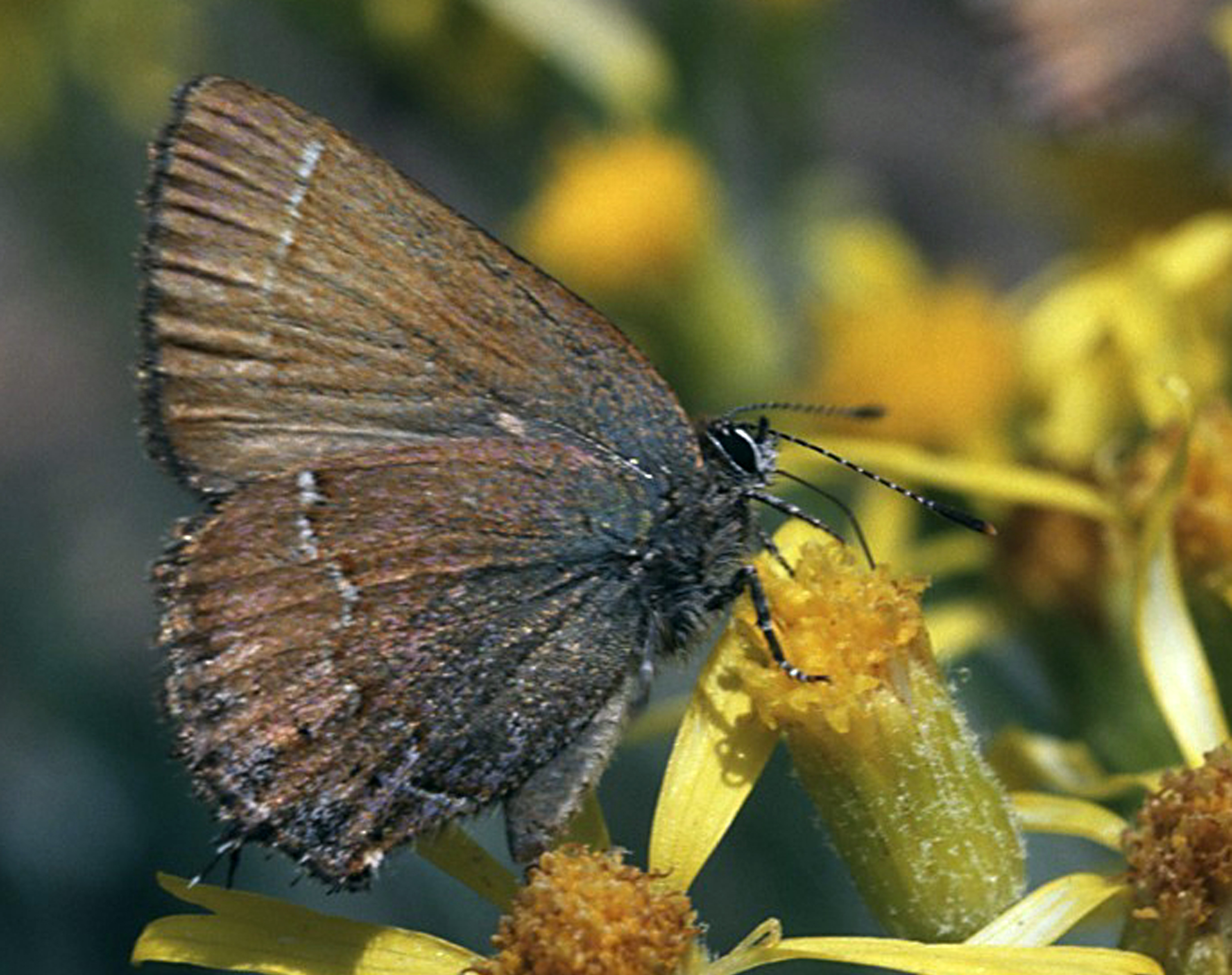
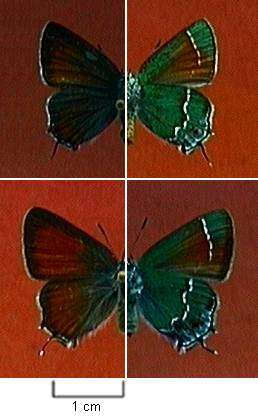